# 金沢市立諸江町小学校
金沢市立諸江町小学校（かなざわしりつ もろえまちしょうがっこう、英語: Kanazawa Municipal Moroemachi Elementary School）は、石川県金沢市北安江2丁目に所在する公立小学校。

## 沿革
《主要な出典：》
- 1873年（明治06年）8月 - 七ツ屋（現・金沢市七ツ屋町）所在の円休寺に教場を開く（校名不明[注釈 1]）。
- 1885年（明治18年）8月 - 割出小学校（1876年〈明治9年〉、割出村高桑宅で創立[6]）を統合して、諸江小学校となる。
- 1889年（明治22年）4月1日 - 町村制の施行により、諸江村ほか5村の区域をもって、弓取村が発足。
- 1892年（明治25年）12月 - 高等科を併置し、諸江尋常高等小学校と改称。
- 1898年（明治31年）3月 - 高等科を廃止し、諸江尋常小学校と改称。
- 1902年（明治35年）4月 - 下安江小学校と合併し、弓取尋常小学校と改称[7]。
- 1920年（大正09年）4月 - 高等科を併置し、弓取尋常高等小学校[注釈 2]と改称。
- 1925年（大正14年）4月10日 - 弓取村の金沢市編入に伴い、金沢市立諸江町尋常高等小学校と改称。
- 1941年（昭和16年）4月1日 - 国民学校令施行に伴い、金沢市立諸江町国民学校と改称。
- 1947年（昭和22年）4月1日 - 学制改革により、金沢市立諸江町小学校と改称。
- 1952年（昭和27年）4月 - 金沢市立松寺小学校（元・河北郡川北村立松寺小学校、1876年〈明治9年〉10月創立[10]）と統合。
- 1955年（昭和30年）12月 - 校舎落成、校歌制定（作詞：密田良二、作曲：佐々木宣男）。所在地：金沢市北安江町378番地[11]。
- 1972年（昭和47年）11月 - 創立100周年記念式典を挙行[12]。
- 1979年（昭和54年）4月 - 新校舎完成[13]。
- 1983年（昭和58年）4月1日 - 金沢市立浅野川小学校開校に伴い、通学区域から弓取町、三ツ屋町、三口町を分離[14]。

## 学区
三浦町、諸江町、割出町、七ツ屋町、磯部町、松寺町、北寺町、沖町、問屋町1丁目、問屋町2丁目、問屋町3丁目、北安江1丁目、北安江2丁目、北安江3丁目、北安江4丁目（1番7号～1番25号、3番～20番、21番10号～21番23号、22番20号～22番22号に限る。）、広岡1丁目（3番～5番に限る。）、広岡3丁目（3番43号～3番55号に限る。）、西念1丁目（12番11号～12番27号、13番、14番15号～14番20号、16番1号～16番11号、16番16号～16番36号に限る。）、駅西新町1丁目（39番10号～39番25号に限る。）

## 進学先中学校
- 金沢市立浅野川中学校[16]